# Pittura egizia su stucco
La pittura egizia su stucco era un tipo di attività estremamente economica che consentiva di decorare vaste superfici irregolari in pietra o mattoni.
La parete veniva preparata con un primo strato d'intonaco generalmente formato da argilla e paglia tritata, poi veniva passato un secondo strato di gesso opportunamente preparato ed infine veniva stuccato.
Lo stucco o rivestimento di finitura era fatto generalmente con un impasto di calce e pozzolana, successivamente addizionato a polvere di marmo o gesso e quindi steso sulle pareti fino a rendere completamente liscia e piana la superficie.
Si precisa che i vari e numerosi materiali per fare l'intonaco e lo stucco erano usati in dosi diverse e potevano includere anche la sabbia.
I colori delle pitture erano naturali come le ocre, il gesso, la malachite, il lapislazzuli, il nerofumo ed erano usati puri oppure mescolati tra loro per ottenere effetti cromatici già in uso negli ultimi anni dell'Antico Regno.
Erano diluiti con acqua, impastati su una tavoletta con un collante, come l'albume o cera d'api, e stesi poi con pennelli in fibra di palma. La preparazione delle tinte avveniva spesso all'aperto perché la penombra dei luoghi da decorare poteva trarre in inganno sull'intensità del colore.
Ma la fragilità della pittura su stucco influiva in modo determinante sulla durata del dipinto che aveva anche altri due nemici: il tempo e l'uomo.